# Cranistus similis
Cranistus similis är en insektsart som beskrevs av Bruner, L. 1916. Cranistus similis ingår i släktet Cranistus och familjen syrsor. Inga underarter finns listade i Catalogue of Life.